# イニャツィオ・シローネ

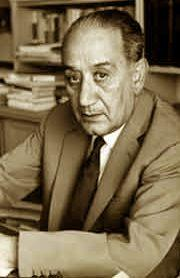
イニャツィオ・シローネ

イニャツィオ・シローネ（Ignazio Silone、1900年5月1日 - 1978年8月22日）は、イタリアの小説家、政治家。本名はセコンディーノ・トランクィッリ Secondino Tranquilli だが、戦後、本名でもペンネームであったイニャツィオ・シローネを採用。
1965年に『非常口』Uscita di sicurezza でマルツォット賞を、1968年に『あるつつましきキリスト教徒の冒険』L'avventura d'un povero cristiano でスーパー・カンピエッロ賞、また、1969年にはエルサレム賞を受賞している。

## 生涯
アブルッツォ州ペシーナの小土地所有農家に生まれる。1911年に父を亡くし、1915年にはアブルッツォ州で起きたアヴェッツァーノ地震で母をも失って、弟ロモロとともに孤児となる。
17歳でアブルッツォ地方の農業労働組合の書記長に抜擢され、大地震後の復興事業を巡る不正を告発。間もなく学業を中断、ローマに移住して、本格的に政治活動を開始。イタリア社会党の青年部総会で週刊の機関誌「ラヴァングアルディア」の編集長に任命された。1919年に、北イタリアのトリノでアントニオ・グラムシに出会い、1921年1月、イタリア共産党の結成に参加。ソ連をはじめ、欧州各地の国際会議に頻繁に参加するとともに、トリエステで党の機関紙『イル・ラヴォラトーレ』の編集などに携わる。以後も、党の機関誌上で活発な執筆活動を行う。
ムッソリーニのファシズム政権下で、共産党が非合法となると、弾圧を受けながらも、パルミロ・トリアッティらとともにイタリア国内、次いで亡命先の欧州都市で地下活動を継続。しかし、1927年以降、顕著になり始めていたスターリニズムを目の当たりにし批判を強め、1931年、ついにイタリア共産党から除名された。
1930年、肺病を病み、スイスで療養。そのままこの地が亡命先となり、1944年、ナチス・ドイツ軍の占領下にあったローマが開放されてまもなく帰国するまで、主としてチューリッヒに滞在。療養中に、余命わずかと信じて書いた小説『フォンタマーラ』（1933年）が、世界的なベストセラーとなる。中立の維持に神経をとがらせるスイス政府の厳しい検閲下、小説『パンと葡萄酒』（1937年、邦訳1951年）、『雪の下の種』（1941年）ほか、戯曲『そして、彼は隠れた』（1943年）やエッセイ『独裁者の学校』（邦題『独裁者になるために』）などの文学作品を発表。その傍ら、ナチス・ドイツから逃れてきたバウハウスの芸術家や文化人とともに総合文化誌《インフォルマシオン》の刊行などにも携わる。フランスがナチス軍に占領された後は、亡命で離散していたイタリア社会党の再建を陸の孤島となったスイスで指揮し、亡命者に政治活動を禁じるスイスの法律に違反した廉で投獄されたが、国際的な支援によるスイス政府への圧力が功を奏しファシズムの支配するイタリアへの身柄引き渡しは免れる。
第二次世界大戦直後は、イタリア社会党の幹部として、憲法制定議会議員に選出され、党の機関誌『アヴァンティ Avanti!』の編集長なども務めるが、間もなく政党間の駆け引きに失望、1950年代半ばからは文筆活動に専念。戦後は、亡命先で出版した作品に大幅に加筆、ほぼ新しい作品として上梓するとともに、新たな小説、エッセイを発表。
スイス亡命時代から育んだ世界各国の知識人たちとの親交も生かし、世界的な見地と知己を持つ雑誌『テンポ・プレゼンテ（現代）』を創刊、編集の手腕を発揮する一方、冷戦下で東西の文化人の対話を促し、また、作家の自由、政治的独立を守る活動のために尽力した。イタリア・ペンクラブの会長も歴任。
1969年、エルサレム賞を受賞。小説の多くは映画やテレビドラマ化されている。
1978年8月22日、スイスのジュネーヴで亡くなる。

## 作品
- 1930年、『フォンタマーラ』、戦後改訂版は1949〜1953年
- 1934年、『ファシズム：その起源と展開』
- 1937年、『パンと葡萄酒』
- 1938年、『独裁者の学校』
- 1939年、『今に生きるマッツィーニの思想』
- 1940年、『雪の下の種』
- 1944年、『そして、彼は隠れた』（戯曲）
- 1949年、『神は躓けり』(アンドレ・ジッド、アーサー・ケストラー、ステファン・スペンダーらと共著）
- 1952年、『一握りの桑の実』
- 1955年、『葡萄酒とパン』
- 1956年、『ルーカの秘密』
- 1960年、『狐と椿』
- 1962年、『独裁者の学校』、改訂版
- 1965年、『非常口』
- 1968年、『あるつつましきキリスト教徒の冒険』

未完のままで没後出版された作品に『尼僧セヴェリーナの思い』がある。

### 日本語訳
- 『パリへの旅』（菅泰男訳、世界文学社、1946年）、短編集
- 『パンと葡萄酒』（山室静・橋本福夫訳、月曜書房、1951年）
- 『フォンタマーラ』（奥野拓哉訳、岩波書店「岩波現代叢書」、1952年）、原書は1949年版
- 『葡萄酒とパン』（齋藤ゆかり訳、白水社、2000年）
- 『独裁者になるために』（齋藤ゆかり訳、加藤周一解説、岩波書店、2002年）、原書は1962年版
- 『フォンタマーラ』（齋藤ゆかり訳、光文社古典新訳文庫、2021年）